# Грб Свете Луције
Грб Свете Луције је званични хералдички симбол карипске државе Света Луција. Грб је усвојен 1967. године, а као грб независне државе служи од 1979. године. 

## Опис грба
Као и код осталих карипских држава које су биле колоније Велике Британије, грб има кацигу на којој је национални симбол, те штит којем је са сваке стране по једна животиња. У овом је случају национални симбол рука с бакљом, а животиње су два папагаја Амазона версиколор. Штит је подељен на четири дела, у којима су две Тјудорске руже, симбол Енглеске, те два цвета љиљана, симбол Француске. У центру штита је столица без наслона, која симболизује Африку.
Под штитом је гесло Свете Луције, „The Land, the People, the Light“ (Земља, људи, светлост).